# Palais Santucci
Le Palais Santucci est un château situé dans la ville de Navelli, province de L'Aquila, dans les Abruzzes.